# Cecilia Lindqvist
Cecilia Lindqvist (Lund, 1932. június 4. – 2021. szeptember 27.) kínai neve pinjin hangsúlyjelekkel: Lín Xīlì; magyar népszerű: Lin Hszi-lin; kínaiul: 林西莉) svéd író, sinológus.

## Élete, munkássága

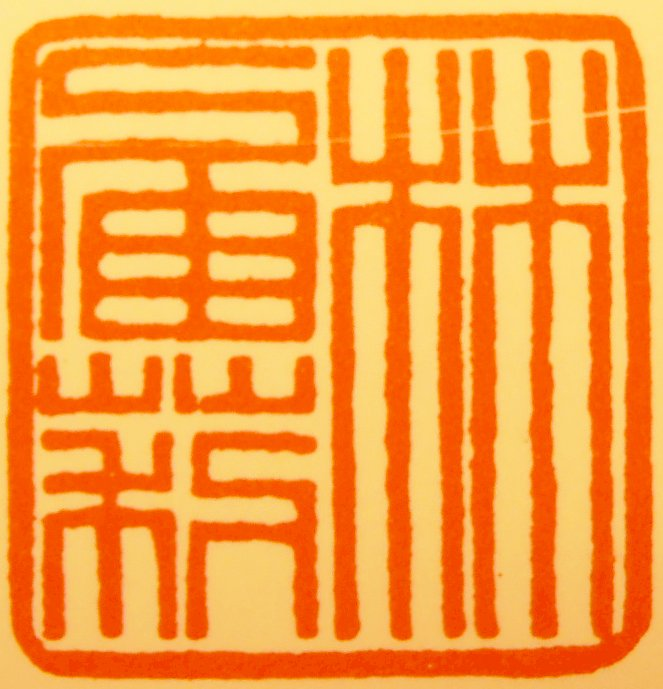
Cecilia Lindqvist kínai névpecsét-nyomata (林西莉)

Cecilia Lindqvist először 28 éves korában látogatott el Kínába, ahol a hagyományos kínai ku-csin nevű hangszeren tanult játszani.
1956-ban feleségül ment Sven Lindqvist svéd íróhoz (1932–1919), két gyermekük született. Házasságuk 1986-ig tartott, s ez idő alatt számos könyvet együtt jegyeztek.
Cecilia Lindqvist 1970-től kínai nyelvtanárként tanított. 1989-ben a kínai karakterek történetéről és fejlődéséről szóló, Tecknens rike című könyvével elnyerte az egyik legrangosabb svéd irodalmi díjat, az August-díjat. 2006-ban a kínai csin nevű húros hangszert bemutató, Qin címen megjelent kultúrtörténeti művével még egyszer sikerült elnyernie a díjat, így máig ő az egyetlen, akit kétszer is jutalmaztak August-díjjal.

## Főbb művei
- Kina inifrån (Sven Lindqvisttel) (1963)
- Asiatisk erfarenhet (Sven Lindqvisttel) (1964)
- Resa med Aron (1969)
- Vad skulle Mao ha sagt? (Sven Lindqvisttel) (1979)
- Kina nu (Sven Lindqvisttel) (1980)
- Tecknens rike, Albert Bonniers förlag (1989). ISBN 91-34-50857-0
- Qin, Albert Bonniers förlag (2006). ISBN 91-0-010580-5

## Fordítás
- Ez a szócikk részben vagy egészben  a   Cecilia Lindqvist című angol Wikipédia-szócikk ezen változatának fordításán alapul.  Az eredeti cikk szerkesztőit annak laptörténete sorolja fel. Ez a jelzés csupán a megfogalmazás eredetét és a szerzői jogokat jelzi, nem szolgál a cikkben szereplő információk forrásmegjelöléseként.